# Push-Pull-Modell der Migration
Das Push-Pull-Modell der Migration stellt den Kern der ökonomisch motivierten Migrationstheorie dar, die Everett S. Lee (1917–2007) in den 1960er Jahren aufstellte. Die Theorie geht davon aus, dass Menschen aus einem ursprünglichen Gebiet „weggedrückt“ werden (engl.: „to push“, „drücken“) und/oder von einem anderen Gebiet „angezogen“ (engl.: „to pull“, „ziehen“) werden. Die Theorie wurde sowohl auf nationale als auch auf internationale Wanderung angewandt. Lees Arbeit (1966) basiert auf dem Prinzip des „ökonomischen Rationalismus“ und wurde von anderen Autoren aufgegriffen und weiterentwickelt. Lee geht davon aus, dass aufgrund der natürlichen Trägheit und Risikoscheu ein Übergewicht an begünstigenden Faktoren noch nicht zwangsläufig zur Migration führt.
Die Push-Pull-Theorie wird von Migrationsexperten als überholt gewertet.

## Push-Faktoren
auch Migrationsdruck oder „Fluchtursachen“

### Sozio-ökonomische Gründe
- Arbeitslosigkeit, geringes Einkommen, Perspektivlosigkeit
- Armut und Hunger
- ungerechte Besitzverteilung / soziale Ungleichheit
- hohe Steuern und Abgaben (Steuerflucht)
- fehlende Infrastruktur
- demographische Probleme (Landknappheit / Überbevölkerung)
- kriminelle Strukturen in Kooperation mit korrupten Führungseliten[5]

### Politische Gründe
- Krieg, politische Unruhen
- Diktatur, Folter, Bürgerkrieg, Völkermord[6]
- Missachtung der Menschenrechte (zum Beispiel Einschränkung der Meinungs- oder Religionsfreiheit)
- Diskriminierung oder Verfolgung (aufgrund Religion, Hautfarbe, Ethnie, politischer Weltanschauung, Geschlecht, sexueller Orientierung)

### Ökologische Gründe
- Natur-, Klima- und Umweltkatastrophen (z. B. Überschwemmungen, Erdrutsche, Erdbeben, Vulkanausbrüche, Ansteigen des Meeresspiegels, Dürren)
- Verknappung von Naturressourcen (z. B. durch Versalzung, Erosion, Überweidung, Überfischung)

## Pull-Faktoren

### Ökonomie
- Wirtschaftskraft und Wirtschaftswachstum[7]
- gute Verdienstmöglichkeiten / viele Jobangebote
- informelle Sektoren in der Stadt (leichter Zugang für illegale Einwanderer)
- Wirtschaftsförderungsprogramme
- wirtschaftliche Unabhängigkeit
- hohe Sozialleistungen – der Zusammenhang wurde in einer Studie dreier Wissenschaftler der Universität Princeton für Dänemark nachgewiesen; allerdings wurde etwa vom Migrationsexperten der OECD kritisiert, dass im Betrachtungszeitraum auch die Aufenthaltsregeln für Migranten verschärft wurden und damit der Effekt der Kürzung der Sozialleistungen „verwaschen“ sei.[8][9][10] Auch zwei österreichische Ökonomen konnten im Jahr 2020 einen positiven Effekt bei der Wahl des Aufenthaltsortes bereits Geflüchteter nachweisen.[11]

### Gesellschaft
- Sicherheit
- gute Wohnmöglichkeiten
- hohe Toleranz (z. B. religiöse, sexuelle)
- gute Bildungsmöglichkeiten
- funktionierendes Gesundheitssystem
- breites Dienstleistungs-, Kultur- und Freizeitangebot

### Demographie
- ausreichendes Flächenangebot
- strukturierte Raumplanung
- Arbeitskräftemangel (z. B. durch den demographischen Wandel)
- soziale Netzwerke – Migranten suchen Länder auf, in denen sie Kontakte und Anknüpfungspunkte haben oder erhoffen. Schlepper und Schleuser beeinflussen die Entscheidung von Migranten ebenso wie Mundpropaganda während der Migration.[12]

### Politik
- günstige Einwanderungsgesetze / Möglichkeit des Familiennachzugs
- Möglichkeit legaler Einwanderung
- Anerkennung der Einwanderer als Innovationspotenzial
- Rechtssicherheit
- Frieden
- persönliche Freiheit

## Kritik
Die wissenschaftliche Diskussion „umfasst aktuelle soziologische, ökonomische und politikwissenschaftliche Studien sowie politischen Analysen, die das Konzept der Push- und Pull-Faktoren nutzen, weiterentwickeln oder ablehnen.“ Dem Wissenschaftlichen Dienst des Bundestages zufolge ist es „zumindest fraglich, inwiefern sich der konkrete Einfluss einzelner, isoliert betrachteter Faktoren auf das Migrationsgeschehen exakt bestimmen lässt.“ Statt Push- und Pull-Faktoren zu isolieren, wird versucht, das komplexe Zusammenspiel unterschiedlichster Gründe der Migration in den Blick zu nehmen.
Christof Parnreiter kritisiert einen „rückschauenden Reduktionismus“, bei dem post hoc nach plausiblen Push- oder Pull-Faktoren gesucht wird (Bestätigungsfehler). Die politische Beliebtheit der Push-Pull-Theorie sieht Kirsten Hoesch insbesondere in der Einfachheit und Suggestivität des Modells begründet. Sie gilt unter Migrationsexperten als überholt. So bezeichnete der Direktor des Deutschen Zentrums für Integrations- und Migrationsforschung Frank Kalter die Push-Pull-Theorie als „eine vage Idee, mehr nicht“.

## Kontext und Grenzen der Modellbildung
Mit einem Modell der Subjective Expected Utility (SEU) wurde versucht, verschiedene theoretische Ansätze zur Erklärung von Migration zu integrieren. Gegen dieses und andere Modelle wird der Einwand erhoben, dass von einer egoistischen Orientierung von Individuen ausgegangen werde und komplexe soziale Zusammenhänge nicht berücksichtigt werden. Als Beispiel wird angeführt, es sei empirisch bestätigt, dass Wanderungsentscheidungen von Ehepaaren bezüglich der beruflichen Karriere der Ehefrau oft suboptimal ausfallen.